# رولاند گریپ
رولاند گریپ (به سوئدی: Roland Grip؛ ۱ ژانویهٔ ۱۹۴۱ – ۹ فوریهٔ ۲۰۲۴) یک بازیکن فوتبال اهل سوئد بود.
از جمله باشگاه‌هایی که وی در آن‌ها بازی کرده، می‌توان به باشگاه فوتبال سیریوس، باشگاه فوتبال اوسترشوندس و باشگاه فوتبال ای‌آی‌کی اشاره کرد.
وی همچنین در تیم ملی فوتبال سوئد بازی کرده‌است.